# Fiançac
Fiançac (en francès Portes-lès-Valence) és un municipi francès situat al departament de la Droma i a la regió d'Alvèrnia-Roine-Alps.

## Agermanaments
- Baronissi, Itàlia